# The Documentary
The Documentary je prvi samostalni album repera The Game, izašao je 18. siječnja 2006. pod okriljem Interscope Recordsa. Postigao je prvo mjesto na ljestvicama Billboarda 200. U prvoj tjednu je prodano 586. 000 primjeraka, a u SADu je prodano do sada preko 2,5 milijuna primjeraka.

## Pjesme
| #  | Naslov                | Producent(i)            | Gostuje           | Trajanje |
| -- | --------------------- | ----------------------- | ----------------- | -------- |
| 1  | Intro                 | Dr. Dre, Che Vicious    |                   | 0:32     |
| 2  | Westside Story        | Dr. Dre, Scott Storch   | 50 Cent           | 3:43     |
| 3  | Dreams                | Kanye West              |                   | 4:46     |
| 4  | Hate It or Love It    | Cool & Dre              | 50 Cent           | 3:26     |
| 5  | Higher                | Dr. Dre                 |                   | 4:05     |
| 6  | How We Do             | Dr. Dre & Mike Elizondo | 50 Cent           | 3:55     |
| 7  | Don't Need Your Love  | Havoc                   | Faith Evans       | 4:26     |
| 8  | Church for Thugs      | Just Blaze              |                   | 4:00     |
| 9  | Put You on the Game   | Timbaland               |                   | 4:14     |
| 10 | Start from Scratch    | Dr. Dre & Scott Storch  | Marsha of Floetry | 4:07     |
| 11 | The Documentary       | Jeff Bhasker            |                   | 4:11     |
| 12 | Runnin'               | Hi-Tek                  | Tony Yayo & Dion  | 4:26     |
| 13 | No More Fun And Games | Just Blaze              |                   | 2:37     |
| 14 | We Ain't              | Eminem                  | Eminem            | 4:46     |
| 15 | Where I'm From        | Focus                   | Nate Dogg         | 3:08     |
| 16 | Special               | Needlz                  | Nate Dogg         | 3:57     |
| 17 | Don't Worry           | Dr. Dre & Mike Elizondo | Mary J. Blige     | 4:11     |
| 18 | Like Father, Like Son | Buckwild                | Busta Rhymes      | 5:27     |